# Square Suzanne-Lacore
Le square Suzanne-Lacore  est un espace vert de Strasbourg situé dans le quartier historique de la Petite France. Parallèle au square Louise-Weiss, il est aménagé sur une étroite bande de terre comprise entre deux bras de l'Ill canalisés, le canal de la Spitzmühle au nord et le canal de la Dinsenmühle au sud. On y accède par la rue des Moulins.

## Histoire et aménagement
Des cartes postales du début du XXe siècle montrent que des marchandises (bois) étaient entreposées sur cet emplacement, mais des maisons s'y trouvaient également, ainsi qu'un établissement de bains (Bad Nussbaum) visible au premier plan sur la photographie de 1930.

Vues historiques.
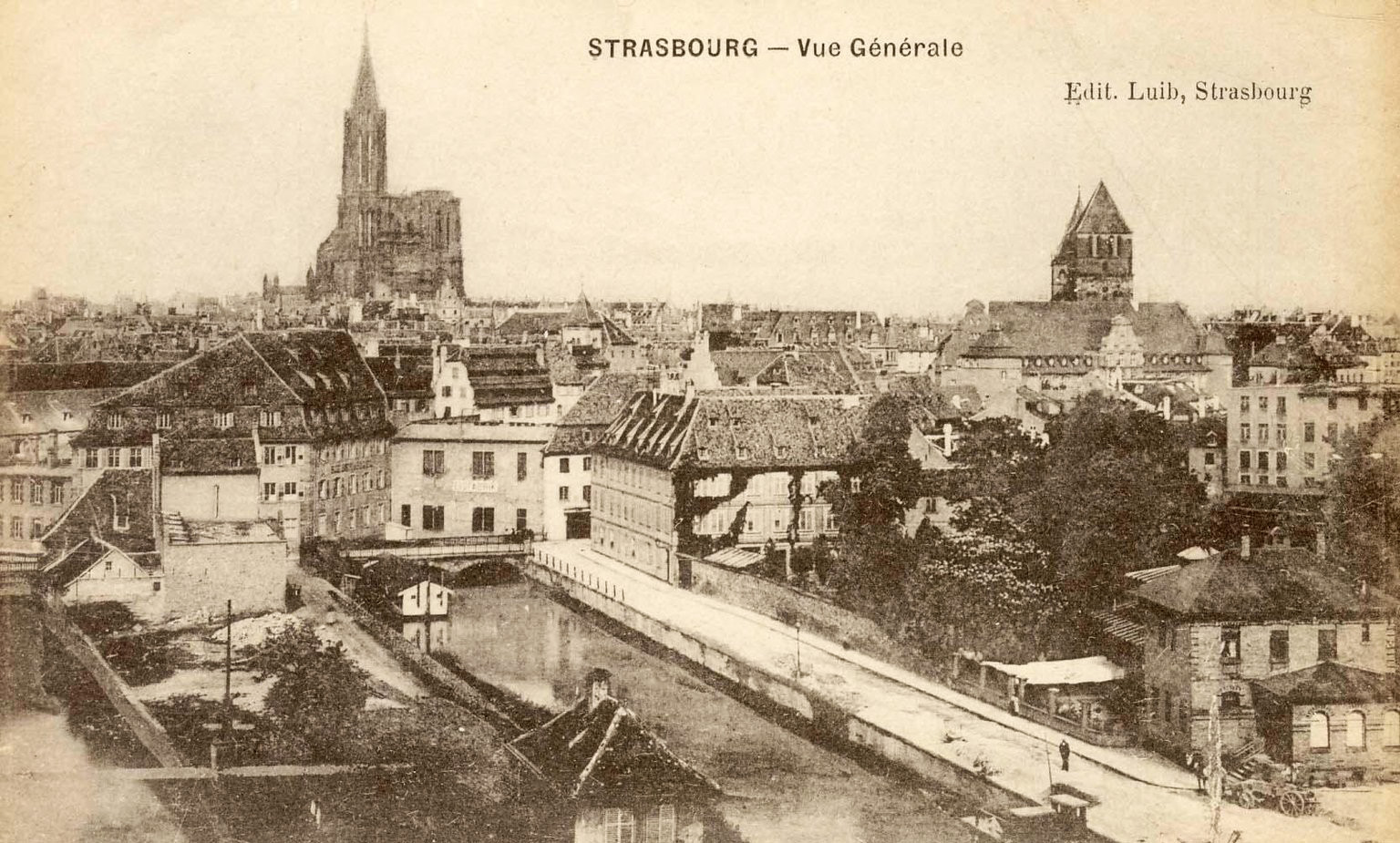
1919[3].
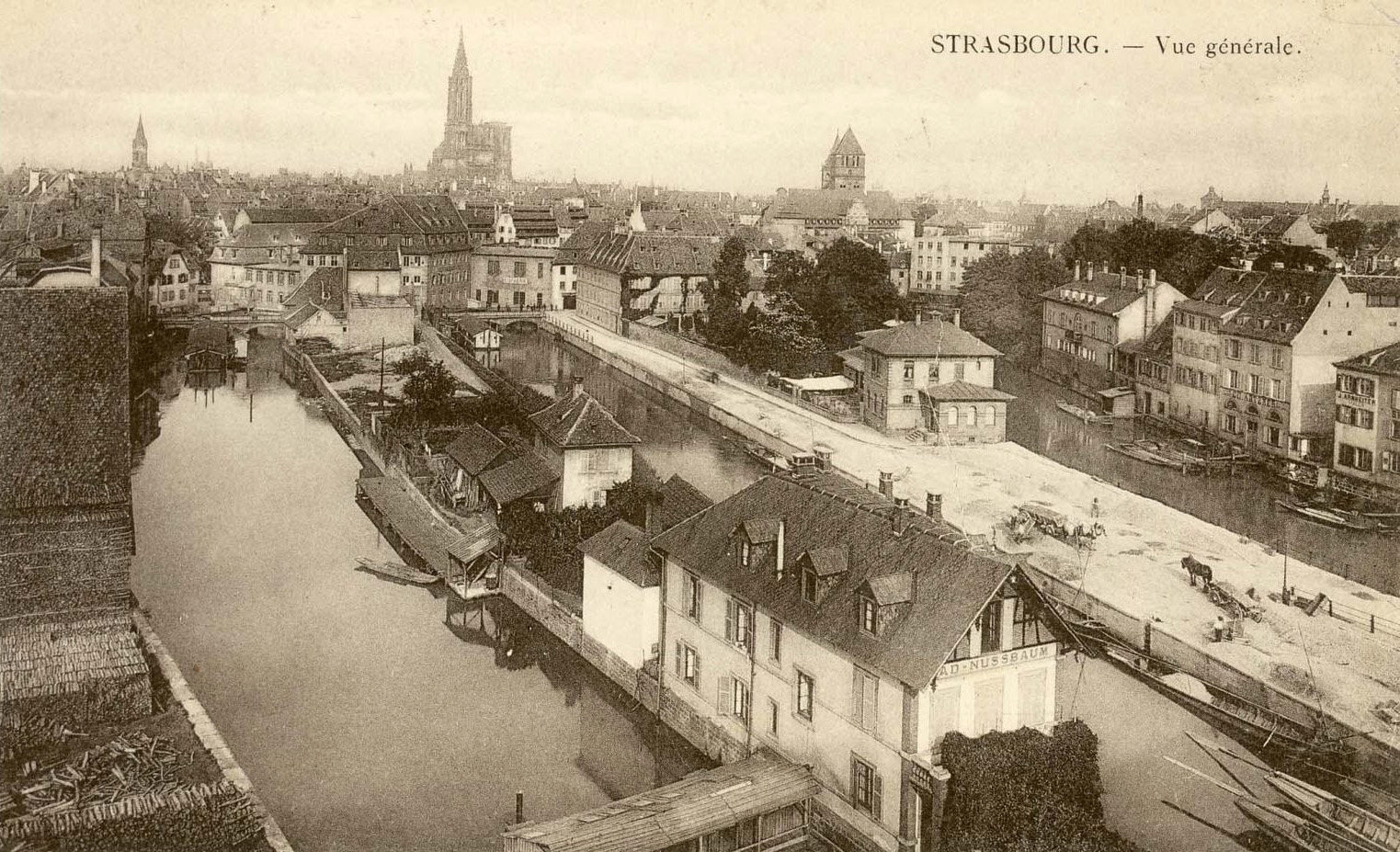
1930[3].

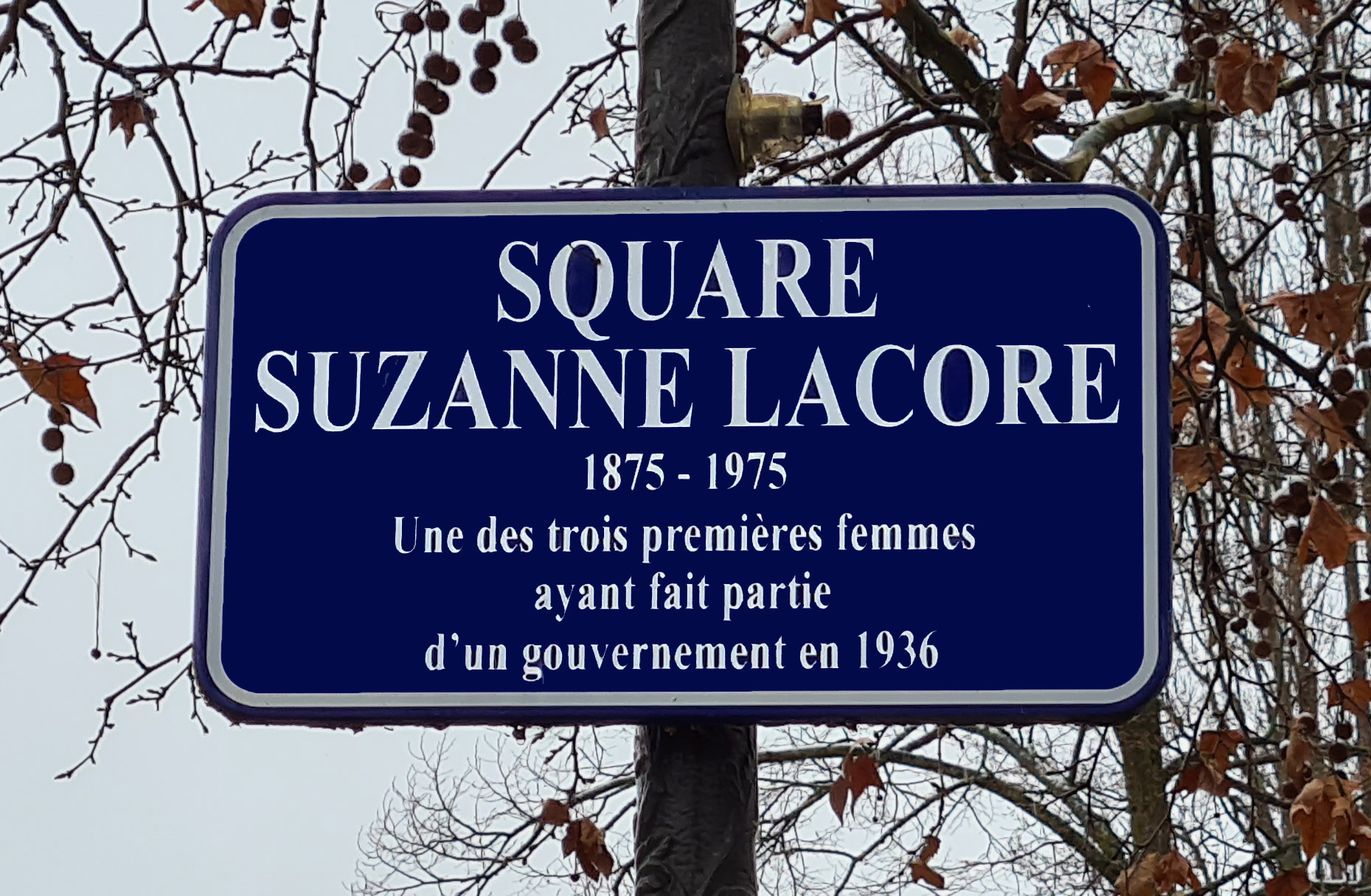
Plaque.

En 1996, l'espace qui se trouvait sur l'îlot des Moulins est aménagé en terrain de jeux pour enfants et nommé « square des Moulins ».
En 2015, le square est réaménagé et en 2016 il est renommé en hommage à la femme politique Suzanne Lacore (1875-1975), l'une des trois femmes ayant fait partie d'un gouvernement en 1936.

## Bâtiments remarquables
L'entrée du square se fait uniquement à l'est, dans la rue des Moulins, face au no 5 qui abrite un hôtel classé cinq étoiles et les Anciennes Glacières de Strasbourg.
À l'extrémité occidentale de la langue de terre, au-delà du square, se trouve une maison du XIXe siècle qui s'ouvre de l'autre côté, au no 3 des Ponts couverts. Elle abrite des services sociaux de la Ville.

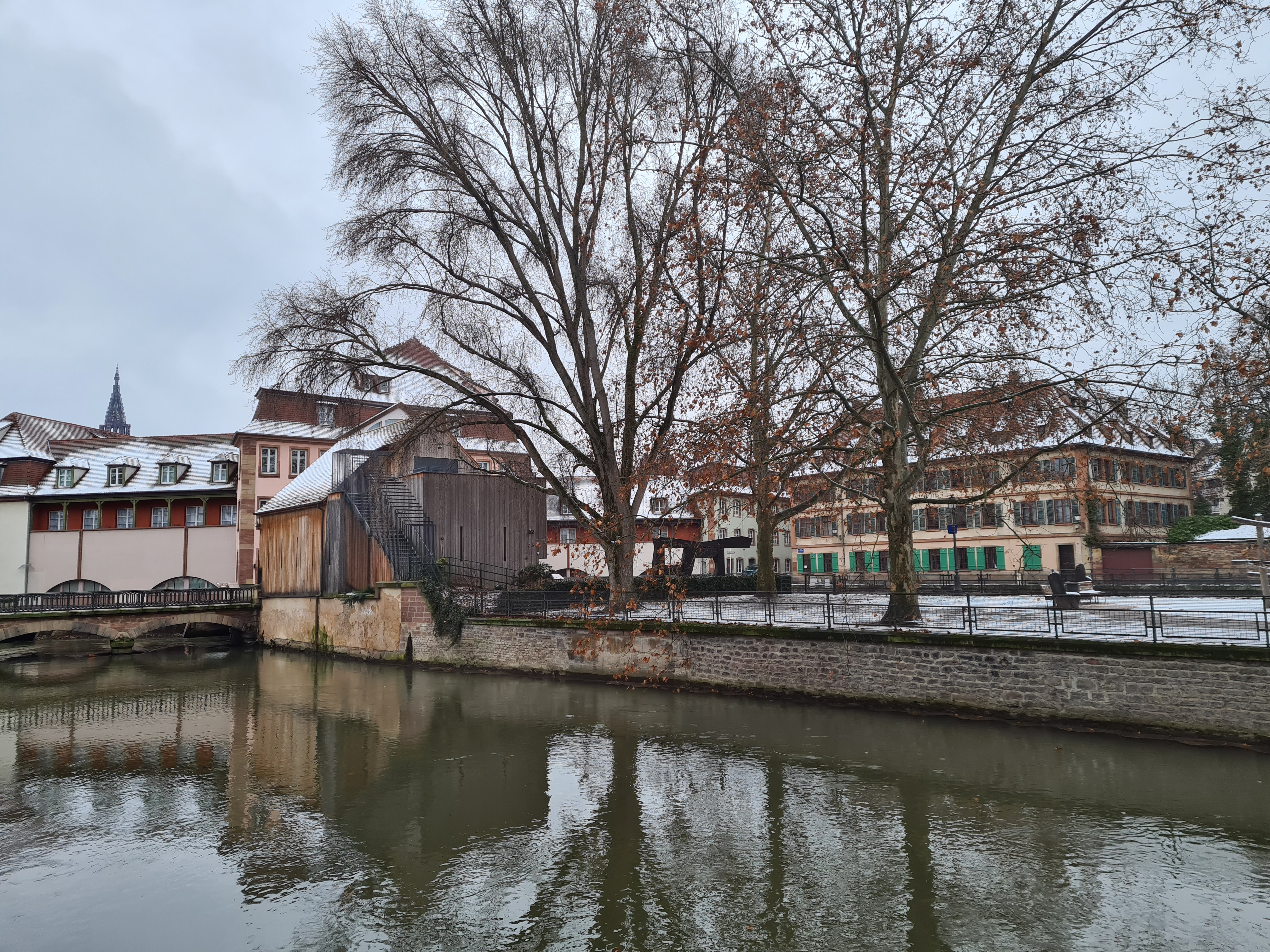
Entrée du square du côté de la rue des Moulins.
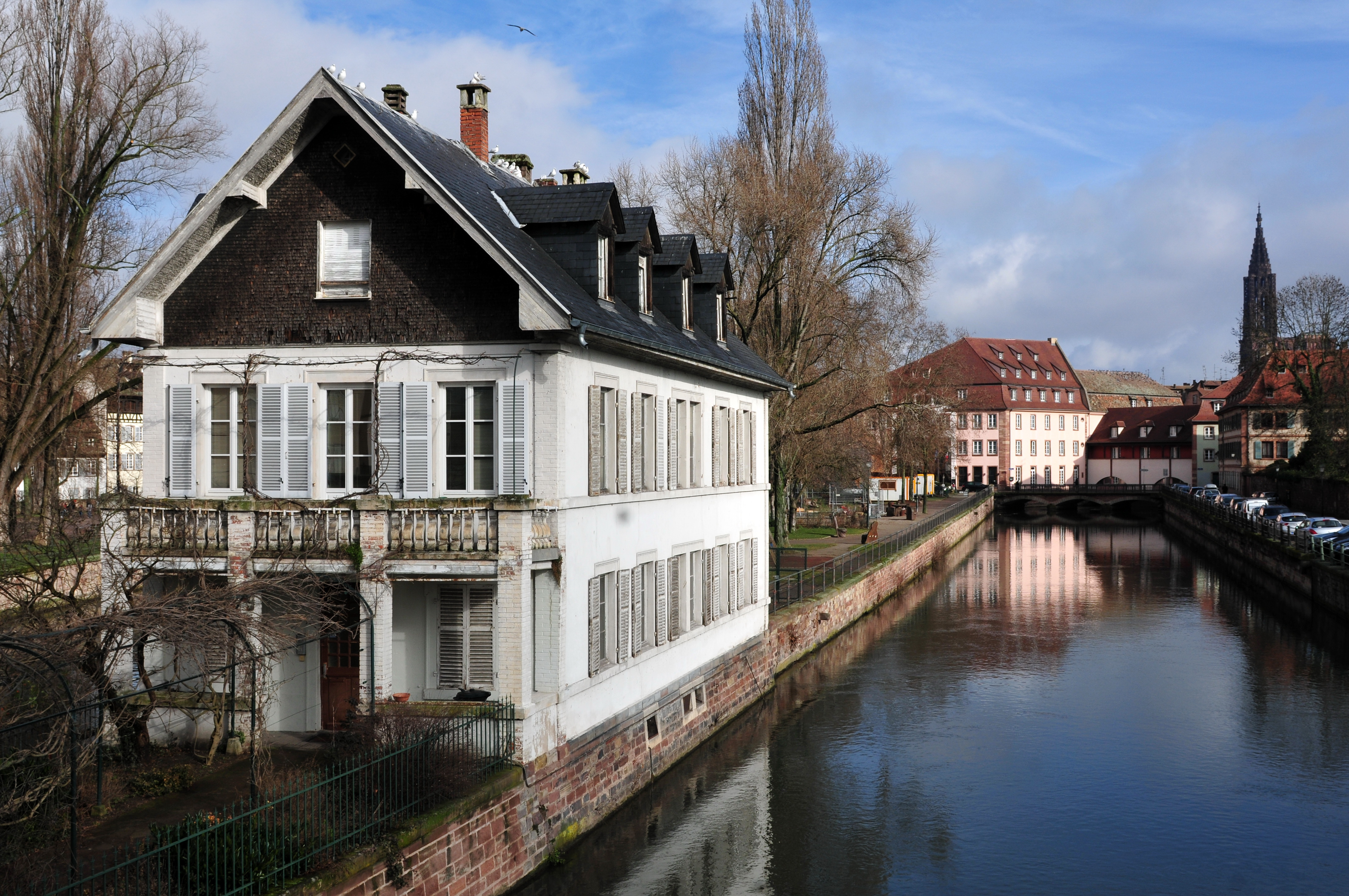
Maison des Ponts couverts (no 3).